# Аша
Аша (њем. Ascha) општина је у њемачкој савезној држави Баварска. Једно је од 37 општинских средишта округа Штраубинг-Боген. Према процјени из 2010. у општини је живјело 1.532 становника. Посједује регионалну шифру (AGS) 9278116.

## Географски и демографски подаци
Аша се налази у савезној држави Баварска у округу Штраубинг-Боген. Општина се налази на надморској висини од 339 метара. Површина општине износи 19,6 km². У самом мјесту је, према процјени из 2010. године, живјело 1.532 становника. Просјечна густина становништва износи 78 становника/km².